# Johannes Kepler
Johannes Kepler [johánes képler], nemški astronom, matematik in astrolog, * 27. december 1571, Weil der Stadt, Würtenberg, Sveto rimsko cesarstvo (sedaj Nemčija), † 15. november 1630, Regensburg, Bavarska (sedaj Nemčija).

## Življenje in delo
Kepler je študiral teologijo in klasiko na Univerzi v Tübingenu. Tam je nanj vplival profesor matematike Michael Maestlin in Kopernikova teorija. Kepler je takoj sprejel Kopernikovo teorijo, saj je verjel, da mora biti enostavnost Kopernikovih tirnic božje delo.
Leta 1594 je odšel iz Tübingena v Gradec. Tam je začel delati na obsežni geometrijski domnevi, ki se je nanašala na oddaljenosti planetov.
V letu 1596 je objavil svoje prvo astronomsko delo Kozmografska nedoumljivost (latinsko Mysterium cosmographicum). To delo je pomembno, ker je predstavljalo prvo razumljivo in neizpodbitno poročilo geometrijskih prednosti Kopernikove teorije.
Od leta 1594 do 1600 je bil v Gradcu profesor astronomije in matematike, od koder pa je bil zaradi protestantske vere izgnan in je zatočišče našel v dvorcu Kastelišče, katerega ostanke lahko najdemo na Petanjcih v Prekmurju. Na Petanjcih je prebival nekaj mesecev, preden se je »pokesal« in spreobrnil nazaj v katoliško vero. Leta 1600 je postal pomočnik de Braheja blizu Prage, po njegovi smrti leta 1601 pa cesarski dvorni astronom in kraljevi matematik Rudolfa II., svetega rimskega kralja.
17. oktobra 1604 je v ozvezdju Kačenosca opazoval supernovo SN 1604, ki je dobila ime po njem Keplerjeva supernova, oziroma Keplerjeva zvezda. Prvič so jo zapazili že 9. oktobra.
V svoji knjigi Nova astronomija (Astronomia nova), ki je bila objavljena leta 1609, je pojasnil svoj zakon o ravninah, ki ga je odkril leta 1602, in zakon o eliptičnem gibanju, ki ga je odkril leta 1605.
Leta 1612 je bil matematik v Zgornji Avstriji (Oberösterreich). Leta 1614 je izvedel za Bürgijeve logaritme, leta 1617 pa je že poznal Napierjevo knjigo Descriptio. V tem času se ni uspel ukvarjati z logaritmi, ker je bil zaposlen z zakonom o gibanju planetov in je v Linzu leta 1619 izdal knjigo Harmonija sveta (Harmonice mundi), v kateri je pojasnil svoj 3. Keplerjev zakon o gibanju planetov. S pomočjo vrednosti Napierjevih logaritmov za funkcijo sinus je izračunal numerično-logaritemske tabele. Nekako v tem času je začel z objavo knjige, ki je izšla 3 leta pozneje Epitom Kopernikovi astronomiji (Epitome Astronomiae Copernicanae), 1618 - 1621. V njej so bili zbrani vsi njegovi zakoni. Pomembna je tudi zato, ker je bila to prva astronomska knjiga na osnovi Kopernikovih načel.
Leta 1624 je izdal svoje tabele Chilias Logarithmorum ad totidem Numerus Rotundus (v prvi izdaji je tudi opis, kako so logaritmi izračunani) in nato še 1627 (1625) Rudolfove (Rudolfinske) tabele (tablice) (Tabulae Rudolphinae), kjer je dodal posamezne tabele za logaritem kosinusa po koraku 10 sekund, vendar na zelo majhnem intervalu. Tabele so temeljile na de Braheovih podatkih in z njihovo pomočjo so se zmanjšale glavne napake resničnih položajev planetov od 5° na samo 10'. Newton se je pri oblikovanju svojega splošnega gravitacijskega zakona zelo zanašal na Keplerjevo teorijo in opazovanja. Kepler je veliko prispeval tudi v optiki in je razvil sistem infinitezimal, s čimer je bil tudi predhodnik integralnega računa.

## Keplerjevi zakoni
Kepler je najbolj znan po svojih zakonih za gibanje planetov. Menil pa je tudi, da planeti med gibanjem ustvarjajo harmonično – sferno glasbo.

### Prvi Keplerjev zakon
Planet se giblje okrog Sonca po elipsi. Sonce je v njenem gorišču. Kepler je ugotovil, da se planet ne giblje po krožnici, kot so prvotno mislili, temveč okrog Sonca po elipsi ter, da se Sonce nahaja v enem izmed gorišč te elipse. Točko na elipsi, ki je najbližje Soncu, je poimenoval prisončje (perihelij), točko, ki je najbolj oddaljena od Sonca pa odsončje (afelij).
Matematična formula za ta zakon se glasi: :{\displaystyle r={\frac {p}{1+\varepsilon \,\cos \theta }},}

### Drugi Keplerjev zakon
Zveznica planeta in Sonca pokrije v enakih časih enake ploščine. Nadalje je ugotovil, da se planeti okrog Sonca po elipsi ne gibljejo enakomerno, saj se takrat, ko so bližje Soncu gibljejo hitreje, kot takrat ko so od Sonca bolj oddaljeni.

### Tretji Keplerjev zakon
Kub velike polosi in kvadrat obhodnega časa sta za vse planete v enakem razmerju. Kepler je na podlagi poskusov in napak, ki jih je pri tem izvedel ugotovil, da se planeti po elipsi ne gibljejo s konstantno hitrostjo in, da je hitrost planeta odvisna od njegove lege na tirnici. Vzrok za to, je bila po njegovem mnenju gravitacijska sila Sonca. Predvideval je, da je kub velike polosi planetove krožnice enak kvadratu obhodnega časa, lahko pa se ga pojasni tudi tako, da je kvocient med kvadratom obhodnega časa planeta in kubom velike polosi njegove tirnice konstanten za vse planete. Tega zakona Kepler ni nikoli dokazal, kasneje pa je to uspelo Isaacu Newtonu.

## Priznanja

### Poimenovanja
Po Keplerju se med drugim imenujeta kraterja na Luni (Kepler) in na Marsu (Kepler), ter asteroid 1134 Kepler.